# Travis Green

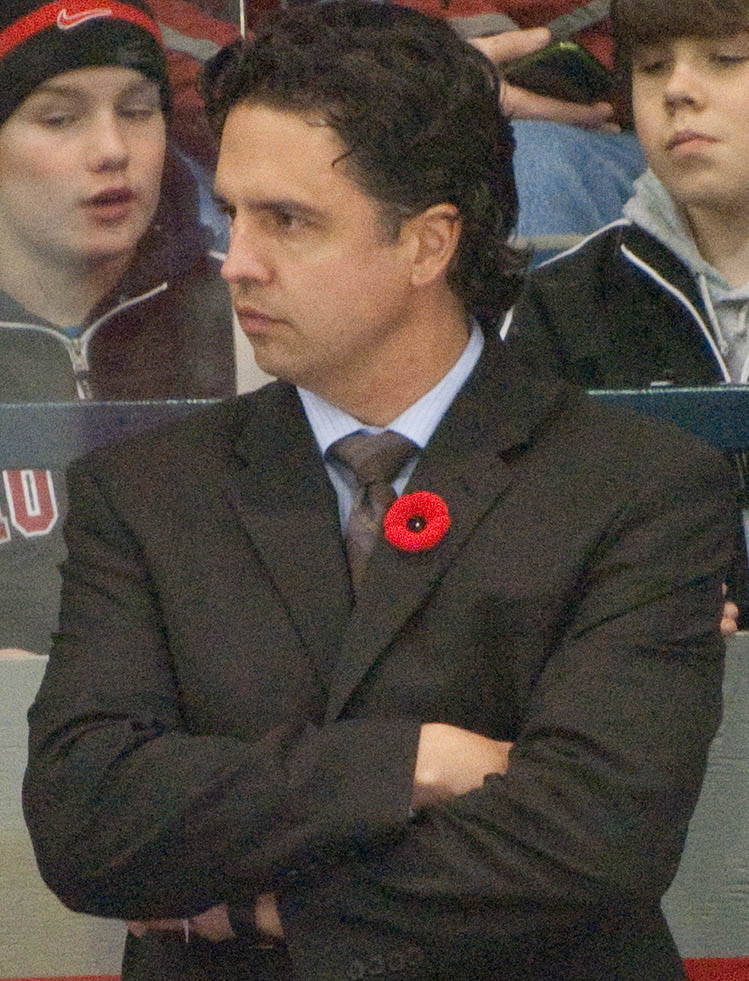
Travis Green, 2010.

Travis Vernon Green, född 20 december 1970 i Castlegar, British Columbia är en kanadensisk professionell ishockeytränare och före detta professionell ishockeyspelare som spelade som center. Han är tränare för Ottawa Senators i NHL sedan den 4 mars 2024.
Green har tidigare tränat Vancouver Canucks och New Jersey Devils i NHL.
Green har som spelare representerat NHL-klubbarna Toronto Maple Leafs, Boston Bruins, New York Islanders, Anaheim Ducks och Phoenix Coyotes.